# Исфаханский махди
Исфаханский махди — молодой перс, который был провозглашён махди (мессией) лидером карматов Абу Тахиром аль-Джаннаби. Был убит в 931 году после 80 дней правления общиной карматов Бахрейна. Существуют различные варианты его имени, в арабских источниках известен как Абу-ль-Фадль аль-Маджуси (араб. أبو الفضل المجوسي‎) и Исфаханский лжемессия (араб. الدجال الأصفهاني‎).

## Биография
История появления Исфаханского махди полна противоречий. Сообщали, что он был персом из Исфахана или Хорасана. Некоторые упоминали о том, что он был потомком персидского царя царей (шахиншах) и описывали его как зороастрийца (аль-маджуси). Согласно более достоверной версии, этот юноша был захвачен в рабство всадниками карматского миссионера (даи) Ибн Санбара в деревне Каср-Ибн-Хубайра к северу от Вавилона, когда они возвращались с военной кампании в Северной Месопотамии в 928 году (316 г. х.). Пленник произвёл впечатление на Ибн Санбара и он представил его самому вождю карматов Абу Тахиру аль-Джаннаби. Увидев в нём признаки ожидаемого мессии-махди, Абу Тахир и его последователи пали ниц перед юношей. Это произошло в 931 году (319 г. х.), спустя три года после пленения Абу-ль-Фадля и год спустя после кровавого набега карматов на священную для мусульман Мекку. Вероятно, осквернение Каабы было связано с надеждами, которые возлагали вожди карматов на объявившегося мессию.
Ибн Хамдан, личный врач Абу Тахира, описал Исфаханского махди как безбородого юношу около 20 лет от роду, с красивым лицом и кожей «цвета мерцающих жемчужин». С его слов известно, что в портовом городе Эль-Катиф Абу Тахир объявил о том, что Абу-ль-Фадль является инкарнацией Господа (рабб), а все они являются его рабами. Далее вождь карматов провозгласил все прежние религии отменёнными, сообщив о появлении «истинной религии» праотца Адама. Ибн Хамдан сообщает, что Исфаханский махди предписал карматам педерастию и инцест, приказав казнить всех безбородых юношей, которые откажутся от этого, а нагие последователи Абу Тахира начали кружиться вокруг него, прославляя как Бога.
Катастрофическое правление новоявленного мессии началось в сентябре/октябре 931 года (рамадан 319 года хиджры) и продлилось 80 дней. Исфаханский махди, интерпертировавший огненный триплицитет (седьмое соединение Юпитера и Сатурна) 928 года как небесный знак об окончании эры доминирования арабов и начала восхождения персов, ввёл поклонение огню и наладил связи с зороастрийскими священниками Ирана (верховный мобед Исфандияр ибн Адарбад был казнён халифом ар-Ради по подозрению в связи с карматами), а также начал публично проклинать библейских пророков и имамов, в том числе и Али ибн Абу Талиба. Некоторые выдающиеся лидеры карматов были убиты по его приказу, в том числе муж Зайнаб, сестры Абу Тахира. Саму Зайнаб он сделал своей женой и убил её сына. Всё это оказалось слишком кощунственным даже для Абу Тахира, который приказал схватить и казнить Исфаханского махди, признав, что был обманут самозванцем.
По преданию, Ибн Санбар, Абу Тахир и его мать решили испытать Исфаханского махди, чтобы вывести его на чистую воду и убить. Для этого они инсценировали смерть матери Абу Тахира, после чего он попросил Абу-ль-Фадля оживить её, на что он ответил отказом, сославшись на её неверие. Ибн Санбар призвал Абу Тахира убить Исфаханского махди, но он отказался от этого из-за боязни человека, которого считал инкарнацией Бога. Тогда в дело вступил Саид, брат Абу Тахира и убил его. После этого он вырезал печень Абу-ль-Фадля, а сестра Абу Тахира съела её.
Вся история с Исфаханским махди потрясла общину карматов, некоторые видные сторонники покинули их ряды. Иса ибн Муса и др. даи Ирака разорвали связи с Абу Тахиром. Впрочем, карматские богословы оправдали своего вождя неким «скрытым значением» его поступков, которые недоступны для понимания простолюдинов. Ибн Санбар объявил произошедшее великой смутой (фитна), после которой станет ясной истина.